# Episodi di Home Movies (quarta stagione)
La quarta stagione della serie televisiva Home Movies, composta da 13 episodi, è stata trasmessa negli Stati Uniti, da Adult Swim, dall'11 novembre 2003 al 4 aprile 2004.
In Italia la stagione è inedita.
| nº | Titolo originale                  | Prima TV USA     |
| -- | --------------------------------- | ---------------- |
| 1  | Everyone's Entitled to My Opinion | 11 novembre 2003 |
| 2  | Camp                              | 11 gennaio 2004  |
| 3  | Bye Bye Greasy                    | 18 gennaio 2004  |
| 4  | The Heart Smashers                | 25 gennaio 2004  |
| 5  | The Wizard's Baker                | 8 febbraio 2004  |
| 6  | Psycho-Delicate                   | 15 febbraio 2004 |
| 7  | Curses                            | 22 febbraio 2004 |
| 8  | Honkey Magoo                      | 29 febbraio 2004 |
| 9  | Those Bitches Tried to Cheat Me   | 7 marzo 2004     |
| 10 | Cho and the Adventures of Amy Lee | 14 marzo 2004    |
| 11 | Definite Possible Murder          | 21 marzo 2004    |
| 12 | Temporary Blindness               | 28 marzo 2004    |
| 13 | Focus Grill                       | 4 aprile 2004    |

## Everyone's Entitled to My Opinion
- Titolo originale: Everyone's Entitled to My Opinion
- Diretto da: Loren Bouchard
- Scritto da: Loren Bouchard, Brendon Small e Bill Braudis

### Trama
Brendon inizia a scrivere recensioni di film online in cambio di soldi e il suo prossimo incarico è quello di guardare e recensire il film All that Violence, ma a causa di contenuti vietati ai minori Paula gli proibisce di vederlo. Nel frattempo il signor Lynch è diventato il principale provvisorio della scuola e l'allenatore McGuirk ne approfitta.

## Camp
- Titolo originale: Camp
- Diretto da: Loren Bouchard
- Scritto da: H. Jon Benjamin, Brendon Small e Bill Braudis

### Trama
Brendon, Jason e Melissa si recano in un campeggio di arti dello spettacolo, dove vengono guidati da Dwayne e altri due consiglieri. Tutti e tre vengono rimproverati dai consiglieri del campeggio nei loro rispettivi settori e Melissa trova difficile superare la sua paura di nuotare. Nel frattempo McGuirk va in campeggio con i suoi amici, ma scappa spaventato da loro poiché sembrano far parte di una setta. I bambini trovano McGuirk nel bosco e lo portano nella loro casa, finché uno della setta va a cercarlo. Durante l'ultimo giorno del campeggio di arti, i bambini hanno iniziato a suonare esprimendo il loro estremo odio verso le esperienze che hanno vissuto quei giorni; tuttavia, Melissa supera la paura di nuotare quando salva McGuirk dall'annegamento, in un fiume vicino al bosco.